# Edmond Kapllani
Edmond Kapllani (né le 31 juillet 1982 à Durrës) est un footballeur albanais. Il évolue par ailleurs en équipe nationale albanaise avant de devenir entraîneur.

## Biographie
Avant de rejoindre le championnat allemand, Kapllani a joué pour le KS Besa Kavajë (2003-04), le KF Partizani Tirana (1999-2001, 2002-2003) et le KS Teuta Durrës (1998-1999) dans le championnat albanais, ainsi que pour l'équipe croate de NK Rijeka (2001-2002).
Il a très bien réussi sa saison 2006-07 avec Karlsruher SC, saison qu'il a terminé en tant que deuxième meilleur buteur de Bundesliga 2 avec 17 buts en 30 apparitions, derrière son coéquipier Giovanni Federico, auteur de 19 buts. Il fut l'un des principaux artisans du retour du KSC en Bundesliga, après une absence de neuf ans. Au début du mois de juin 2007, il a également enregistré de bons résultats pour l'Albanie de football, marquant trois buts dans les deux matches contre le Luxembourg lors des qualifications pour le Championnat d'Europe de football de 2008.
Le 27 mai 2009, il décide de rejoindre le FC Augsburg, pour deux saisons. En manque de temps de jeu dans le club bavarois, il est prêté en janvier 2010 au TuS Coblence. Il y rejoint notamment Ervin Skela et comptera pas moins de 3 compatriotes dans son nouveau club, ce qui pourrait l'aider à retrouver un bon niveau.

## Carrière
- 1999-2003 : KF Partizan Tirana
- 2003-2004 : KS Besa Kavajë
- 2004-2009 : Karlsruher SC
- 2009-2012 : FC Augsburg 
  - janvier 2010-2010 : TuS Coblence  (prêt)
  - 2010-2011 : SC Paderborn 07  (prêt)
- depuis juillet 2012 : FSV Francfort